# Calvadosia tsingtaoensis
Calvadosia tsingtaoensis is een neteldier uit de klasse Staurozoa en behoort tot de familie Kishinouyeidae. Calvadosia tsingtaoensis werd in 1937 voor het eerst wetenschappelijk beschreven door Ling.